# Colin Clark
Pour les articles homonymes, voir Colin Clark (soccer) et Clark.
Colin Grant Clark (2 novembre 1905 – 4 septembre 1989) est un économiste et statisticien britannique qui travaille à la fois au Royaume-Uni et en Australie. Il est connu pour ses travaux pionniers dans l'utilisation du Produit national brut (PNB) comme base de l'étude des économies nationales et pour la classification de l'économie, en 1947, en trois secteurs : secteur primaire, secteur secondaire et secteur tertiaire.

## Biographie
Colin Clark est né à Londres. Il effectue ses études d'abord à Dragon School à Oxford, puis à Winchester College, et à partir de 1924 au Brasenose College (Université d'Oxford) où il étudie la chimie. Sous l'influence de G. D. H. Cole et de Lionel Robbins il commence à s'intéresser à l'économie 
Après l'obtention d'un diplôme en chimie, il devient chercheur à la London School of Economics, puis à l’université de Liverpool et enfin à l’Economic Advisory Council. Keynes, membre éminent de ce Conseil, fut très impressionné par Colin Clark : « Clark is, I think, a bit of a genius ». 
De 1931 à 1937, Clark enseigne les statistiques à l'université de Cambridge en tant que maître de conférences. De 1938 à 1953, il est directeur du Bureau of Industry ainsi que statisticien auprès du gouvernement du Queensland. 
Revenu en Angleterre en 1950, il est nommé directeur de l’Institute of Agricultural Economics de  l’université d'Oxford jusqu'en 1969. Clark partage ensuite son temps entre l’Australie et l’Angleterre avant de se fixer définitivement en 1978 en Australie. 
Pour lui rendre hommage, la société économétrique australienne donne son nom à des conférences, les « Colin Clark Lectures », et un bâtiment de l'université du Queensland porte son nom .
Il est le père de Gregory Clark (1936–), ancien diplomate australien actuellement professeur d'économie au Japon. Colin Clark a eu sept autres fils et une fille.

## Apport
Colin Clark est surtout connu pour sa classification de l'économie en trois secteurs : 
- secteur primaire : agriculture, pêche, mines
- secteur secondaire : industrie
- secteur tertiaire : commerce, services

## Ouvrages
- The National Income, 1924-31, 1932.
- National Income and Outlay, 1937.
- A Critique of Russian Statistics, 1939.
- The Economics of 1960, 1942.
- The Conditions of Economic Progress, 1947
- Statistical Society
- Growthmanship, 1961.
- Economics of Subsistence Agriculture, avec M.R. Haswell, 1964.
- Population Growth and Land Use, 1967.
- Starvation or Plenty?, 1970.
- Poverty Before Politics, 1977.
- The Economics of Irrigation avec J. Carruthers, 1981.
- Regional and Urban Location, 1982.